# Robert Maertens
Robert Bob Maertens est un footballeur né le 24 janvier 1930 à Anvers (Belgique) et mort le 11 janvier 2003.
Il jouait dans l'entre-jeu au Royal Antwerp FC dans les années 1950 et il a été sélectionné douze fois en équipe de Belgique de 1952 à 1956.
Il a dirigé les joueurs du club anversois de 1968 à 1970.

## Palmarès
- International belge de 1952 à 1956 (12 sélections)
- Présélectionné à la Coupe du monde 1954 (ne joue pas)
- Champion de Belgique en 1957 avec le Royal Antwerp FC
- Vainqueur de la Coupe de Belgique en 1955 avec le Royal Antwerp FC